# Omar Browning
Omar Monroe Browning, detto Bud (Lawton, 5 ottobre 1911 – Larimer County, 11 settembre 1978), è stato un cestista e allenatore di pallacanestro statunitense.

## Carriera
Da allenatore ha vinto la medaglia d'oro ai Giochi olimpici di Londra 1948 alla guida degli Stati Uniti.
Ha allenato i Phillips 66ers in Amateur Athletic Union, squadra nella quale aveva giocato in precedenza. Nel periodo del college ha vestito la maglia degli Oklahoma Sooners.